# Милхајм-Керлих
Милхајм-Керлих (њем. Mülheim-Kärlich) град је у њемачкој савезној држави Рајна-Палатинат. Једно је од 86 општинских средишта округа Мајен-Кобленц. Према процјени из 2010. у граду је живјело 10.773 становника. Посједује регионалну шифру (AGS) 7137216.

## Географски и демографски подаци
Милхајм-Керлих се налази у савезној држави Рајна-Палатинат у округу Мајен-Кобленц. Град се налази на надморској висини од 76 метара. Површина општине износи 16,3 km². У самом граду је, према процјени из 2010. године, живјело 10.773 становника. Просјечна густина становништва износи 661 становника/km².

## Међународна сарадња
| Мјесто | Држава    | Врста сарадње | Од    |
| ------ | --------- | ------------- | ----- |
| Шато   | Француска | партнерство   | 1982. |
| Извор  |           |               |       |